# Библиография Николая Вавилова
Никола́й Ива́нович Вави́лов (1887—1943) — российский и советский учёный-генетик, ботаник, селекционер, химик, географ, общественный и государственный деятель.
Основные публикации

## Статьи и доклады

### 1910-е

#### 1910
- Голые слизни (улитки), повреждающие поля и огороды в Московской губернии. Отчет об исследованиях, произведенных по поручению Московской губернской земской управы осенью 1909 года. М., Губ. зем., 1910. —  55 с, табл., 4 вкл. л. рис. и карт.
- Протравливание семян перед посевом. (О борьбе с головней). — Хуторянин, 1910, № 15. — С. 558—560.
- Опрыскивание как средство борьбы с осотом. (Cirsium arvense Seop.). — Хуторянин, 1910, № 37. — С. 1492—1494.
- Опыт протравливания семян, заражённых головнёй. — Хуторянин, 1910, № 38. — С. 1543—1545.

#### 1911
- Как избавиться от грибка. — Нужды дер., 1911, № 4, стр. 119—120.

#### 1912
- Генетика и её отношение к агрономии // Отчёт Голицинских женских сельскохозяйственных курсов за 1911 год по хозяйственной и за 1911/12 учебный год по учебной части. М., 1912. — С. 77—87.
- Анатомическое исследование нескольких рас овса в связи с вопросом о соотношении физиологических свойств с анатомическими коэффициентами // Журнал опытной агрономии. 1912. Кн. 6. — С. 830—855. [Совместно с О. В. Якушкиной]. Текст на русск. и нем. яз.

#### 1913
- Гибрид обыкновенной пшеницы (Triticum vulgare Vill.) с однозернянкой (Triticum monococcum L.) // Труды Бюро по прикладной ботанике, 1913. Т. 6, № 1. — С. 1—13.
- Агрономическая секция Британской научной ассоциации в 1913 г. // Вестник сельского хозяйства. 1913. № 41. С. 10—14.
- Материалы к вопросу об устойчивости хлебных злаков против паразитических грибов // Тр. Селекционной станции при Московском сельскохозяйственном институте. М., 1913. Вып. 1.  — С. 5—89.

#### 1914
- Immunity to fungous diseases as a physiological test in genetics and systematics, exemplified in cereals // J. Genetics. 1914. Vol. 1. N 1. — P. 49—65.

#### 1915
- Рукопись: Картофель (Ботанический очерк). — 30 с.

#### 1916
- Очерк учения о трансплантации (прививке) растений. — Сад и огород. 1916., т. 32. № 1, с. 10—19; № 2—3. — С. 50—63.

#### 1917
- О происхождении культурной ржи // Тр. Бюро по прикл. ботанике. 1917. Т. 10. № 7—10. — С. 561—590.
- Современные задачи сельскохозяйственного растениеводства // С.-х. Вестник Юго-Востока. 1917. № 19—21.— С. 3—10.

#### 1919
- Иммунитет растений к инфекционным заболеваниям. — М.: Тип. Рябушинских, 1919. — 240 с, IV с, табл., 5 вкл. л. рис. Резюме на англ. яз.

### 1920-е

#### 1920
- Закон гомологических рядов в наследственной изменчивости. Доклад на 3-м Всероссийском селекционном съезде в г. Саратове 4 июня 1920 г. Саратов: Губполиграфотдел, 1920. — 16 с.
- Закон гомологических рядов в наследственной изменчивости // Труды Всероссийского съезда по селекции и семеноводству в г. Саратове, июнь 4—13, 1920 г. Саратов, 1920. Вып. 1. — С. 41—56.

#### 1921
- Закон гомологических рядов в наследственной изменчивости [Доклад на III Всероссийском селекционном съезде в Саратове 4 июня 1920 г.] // Сельское и лесное хозяйство. 1921. № 1—3. — С. 84—99
- Вавилов Н. И., Кузнецова Е. С. О генетической природе озимых и яровых растений // Изв. агрон. фак. Саратовского ун-та, 1921. Вып. 1. — С. 1—25.
- О происхождении гладкоостных ячменей. — Петербург: Первая Государственная Типография, 1921. — 80 с.: табл.

#### 1922
- Полевые культуры Юго-Востока // Тр. по прикл. ботан. и селекции. 1922. Приложение № 23. — 228 с.
- Полевые культуры Юго-Востока. — Петроград: Редакционно-издательский комитет народного комиссариата земледелия, 1922. — 205 с.: табл.
- The law of homologous series in variation // J. Genet. 1922. V. 12. № 1. — P. 47—89, 2 pl, tbl.

#### 1923
- К познанию мягких  пшениц: (систематико-геогр. этюд) // Труды  по  прикладной  ботаникеи селекции / Гос.  Ин-т  Опыт.  Ботаники. — Пг., 1923. — Т.13: 1922—1923;  вып. 1. — С. 149—257. (Текст  рус., англ.)
- Новейшие успехи в области теории селекции // Вавилов Н. И., Дояренко А. Г., Кольцов Н. К., Пряничников Д. Н., Самойлов Я. В., Худяков Н. Н. Новое в агрономии. Лекции на областных курсах для агрономов 15—30 XII 1922 г., устроенных Московской обл. с.-х. опытной станцией совместно с Всерос. Обществом агрономов и Московским земельным управлением. — М.: Кооперативное изд-во, 1923. — С. 1—16.
- Новое в агрономии: Лекции на Обл. курсах для агронома 15—30 XII 1922 г., устроенных Моск. обл. с.-х. опыт. станцией совместно с Всерос. о-вом агрономов и Моск. земельным упр. / Н. И. Вавилов, А. Г. Дояренко, Н. К. Кольцов [и др.] Сборник сост. под ред. и предисл. А. П. Левицкого. — Москва: Кооп. изд-во, 1923. — XV, — 81 с.
- О генетической природе озимых и яровых растений.— Изв. Саратов, с.-х. ин-та, 1923, т. 1, вып. 1 — с. 17—41, рис. Резюме на англ. яз. [Совместно с Е. С. Кузнецовой].

#### 1924
- Закономерности в изменчивости растений // Селекция и семеноводство в СССР. Обзор результатов деятельности селекционных и семеноводственных организаций к 1923 году. —  С. 13—30.
- Закономерности в изменчивости растений / Н. И. Вавилов; Н. К. З., Государственный институт опытной агрономии. — М.: Новая Деревня, 1924. — 36 с.: фот.
- О восточных центрах происхождения культурных растений // Новый восток. 1924. № 6. — С. 291—305.
- Отдел прикладной ботаники и селекции Государственного института опытной агрономии // Селекция и семеноводство в СССР. Обзор результатов деятельности селекционных и семеноводственных организаций к 1923 году. — М.: Новая деревня, 1924. — С. 31—46.

#### 1925
- Афганистан и перспективы наших экономических взаимоотношений. — Межд. жизнь, 1925. № 3. — С. 3—10, табл.
- Афганистанская экспедиция // Изв. Гос. Ин-та опыт. Агрономии. 1925. Т. 3, № 2—4. — С. 82—90.
- Ботанико-географические основы семеноводства.— Сельск. хоз., 1925, № 10—12. —  С. 113—119.
- Вильям Бетсон. Памяти учителя  (W. Bateson) // Тр. по прикл. ботан. и селекции. 1925. Т. 15. [1926], вып. 5. — С. 499—511.
- К филогенезу пшениц. Гибридологический анализ вида Triticum persicum Vav. и междувидовая гибридизация у пшениц // Тр. по прикл. ботан. и селекции. 1925. Т. 15. Вып. 1. — С. 3—159. [Совместно с С. В. Якушкиной]
- Лютер Бербанк (Luther Burbank) // Тр. по прикл. ботан. и селекции. 1925. Т. 15. [1926], вып. 5. — С. 513—520.
- Научная деятельность Отдела прикладной ботаники и селекции [Государственного института опытной агрономии].— Изв. ГИОА, 1925, т. 3, № 1. — С. 43—47. [Подпись Н. В.]
- О междуродовых гибридах дынь, арбузов и тыкв. (К проблеме о захождении видовых и родовых систематических признаков) // Тр. по прикл. ботан. и селекции. 1924/1925. Т. 14. № 2. — С. 3—35.
- Организация исследований мукомольных и хлебопекарных особенностей пшеницы и других хлебов.— Изв. ГИОА. 1925, т. 3, № 5—6. — С. 265—270. [Совместно с К. М. Чинго-Чингасом].
- Очередные задачи сельскохозяйственного растениеводства: (Растительные богатства земли и их использование) // Труды по прикладной ботанике и селекции. 1925. Т. 14, вып. 5. — С. 1—17.
- Экспедиция в Афганистан. — Бюлл. САГУ, 1925, вып. И. — С. 174—176.

#### 1926
- О происхождении культурных растений.— В кн. Новое в агрономии. Сообщения на I Съезде агрономов, окончивших Ленинградский сельскохозяйственный институт и объединившиеся в нем сельскохозяйственные вузы. Ленинград — Детское Село 15—21 января 1926 г.  М.:  Гос. изд., 1926. — С. 77—85.
- Селекция засухоустойчивых сортов [Доклад Геофизическому съезду 21 мая 1925 г.]. — Природа и с. х. засушл. пуст, обл. СССР, 1926, № 1—2. —  С. 53—60.
- Центры происхождения культурных растений // Тр. по прикл. ботан. и селекции. 1926. Т. 16. № 2. — 248 с.

#### 1927
- Географические закономерности в распределении генов культурных растений.  — Природа, 1927. № 10. — С. 763—774.
- Мировые центры сортовых богатств (генов) культурных растений // Изв. ГИОА. 1927. Т. 5. № 5. — С. 339—351.
- Мировые центры сортовых богатств (генов) культурных растений. — Ленинград: Госуд. инст-т опытной агрономии, 1927 (тип. «Коминтерн» Центр. изд-ва народов СССР). — 13 с.: картогр.
- Современные направления научно-агрономической работы в СССР и за границей. — Изв. ГИОА. 1927, т. 7, № 2. — С. 141—153.
- Essais geografiqu.es sur l'etude de la variabilite des plantes cultivees en l'URSS (Russie). [Географические опыты по изучению изменчивости культурных растений в СССР].— Int. Rev. Agric, 1927, t. 18, № N, р. 630—664.
- Geographische Genzentern unserer Kulturpflanzen // Verhandlungen des V Internationalen Kongresses fur Vererbungswissenschaft. Berlin. 1927, 342—369.

#### 1928
- Географическая изменчивость // Дневник Всесоюз. съезда ботаников в Ленинграде в январе 1928 г. Л.: Гос. Русск. бот. об-во, 1928. — С. 7—8.
- Географическая изменчивость растений // Научное слово. 1928. № 1. — C. 23—33.
- Пчеловодство в Абиссинии. — Вестн. росс. и иностр. пчеловод., 1928, т. 3, № 3. — С. 56, рис.
- Пути повышения урожайности. — С.-Х. жизнь, 1928. №31—32. — С. 6—8.
- У верховьев Нила. (Экспедиция Государственного института опытной агрономии и Всесоюзного института прикладной ботаники и новых культур).— Прожектор, 1928, № 22. — С. 26—27, рис.
- Les centres mondiaux des gènes du blé. [Мировые центры генов пшениц]. = Actes de la I-ère Conférence internationale du blé. Roma, 25—30 avril 1927. Roma, Imprim. Inst. int. agric, 1928, p. 368—376.

#### 1929
- Возделываемые растения Хивинского оазиса: [(Ботанико-агрономический очерк)]. — Ленинград: [б. и.], 1929. — 91 с., 1 л. карт.: ил.
- Географическая локация генов пшениц на земном шаре // Докл. АН СССР, 1929, А, № 11. — С. 265—280.
- Географическая локализация генов пшениц на земном шаре. — Л.: Издательство Академии Наук СССР, 1929. — 6 с.
- Г. С. Зайцев // Природа. 1929. — С. 581—582.
- Земледельческий Афганистан [Текст] : составлен по материалам экспедиции Государственного Института Опытной Агрономии и Всесоюзного Института Прикладной Ботаники в Афганистане. — Ленинград: Всесоюзный Институт Прикладной Ботаники и Новых Культур при СНК. СССР и Государственного Института Опытной Агрономии НКЗ. РСФСР, 1929 (Типог. Гидрограф. Упр. Упр. В.-М. Сил РККА, в Гл. Адмиралтействе). — 532 с.: 318 фот., табл., 6 карт. [Совместно с Д. Д. Букинич]
- О создании устойчивого земледелия: Речь на XVI конф. ВКП(б) // Правда. 1929. 27 апр.
- Привет Всесоюзному съезду по генетике, селекции и семеноводству // Ленинград. Правда. 1929. 10 янв.
- Проблема происхождения культурных растений в современном понимании // Достижения и перспективы в области прикладной ботаники, генетики и селекции. Л.: Изд-во ВИПБиНК и ГИОА, 1929. — С. 11—22.
- La localisation géographique des gènes du blé dans le monde.—Bull. Ass. int. Sélect, Pl gr. Cult., 1929, v. 2, № 4, p. 177—181.
- L'Institut de botanique appliquée et d'amélioration des plantes cultivées de l'Union dea Républiques Socialistes Soviétiques. [Институт прикладной ботаники и селекции культурных растений СССР]. = Proceedings of the International Congress of plant sciences. Ithaca, New York, August 16—23, 1926. Vol. 1. Menasha, George banta publ. сотр., 1929, p. 161—165.
- The origin of cultivated plants. [Происхождение культурных растений]. = Proceedings of the International Congress of plant sciences. Ithaca, New York, August 16—23, 1926. Vol. 1. Menasha, George banta publ. сотр., 1929, p. 167—169.

### 1930-е

#### 1930
- Западный Китай, Корея, Япония, остров Формоза // Человек и природа. 1930. № 2. — С. 39—40.
- Кукурузу — на социалистические поля // С.-х. газета. 1930. 17 янв.
- Наука в Японии: [Из впечатлений поездки в Японию, Корею и Формозу осенью 1929 г.] / Акад. Н. И. Вавилов; [Отв. ред. акад. А. Е. Ферсман]. — Ленинград: Изд-во Акад. наук СССР, 1930 (гос. тип. им. Евг. Соколовой). — 24 стб.: ил.
- Немедленно использовать пустующую под парами посевную площадь // Известия. 1930. 27 марта.
- Проблема происхождения культурных растений в современном понимании // Тр. Всесоюз. съезда по селекции, генетике, семеноводству и племенному делу. Т. 2. Генетика. Л.: Изд. редколлегии съезда, 1930. — С. 5—18.
- Социализм и наука неразрывны. Речь на открытии Второго международного конгресса почвоведов в Ленинграде // Известия. 1930. 21 июля.

#### 1931
- Агрономическая наука в условиях социалистического сельского хозяйства. Выпуск 8: в условиях социалистического сельского хозяйства / Н. И. Вавилов; Первая Всесоюзная Конференция по Планированию Научно-Исследовательской Работы. — М.; Л.: Государственное социально-экономическое издательство, 1931. — 16 с.
- Дикие родичи плодовых деревьев Азиатской части СССР и Кавказа и проблема происхождения плодовых деревьев // Тр. по прикл. ботан., генет. и селекции. 1931. Т. 26. Вып. 3. — С. 85—107.
- Дикие родичи плодовых деревьев Азиатской части СССР и Кавказа и проблема происхождения плодовых деревьев. = Wild progenitors of the fruit trees of Turkestan and the Caucaus and the problem of the origin of fruit trees. — Ленинград, 1931. — 107 с.
- Вавилов Н. И., Фортунатова О. К., Якубцинер М. М. и др. Пшеницы Абиссинии и их положение в общей системе пшениц (к познанию 28 хромосомной группы культурных пшениц). Л.: Издание ВИР, 1931. 236 с. (Приложение 51-е к Тр. по прикл. ботан., генет. и селекции)
- Линнеевский вид как система // Тр. по прикл. ботан., генет. и селекции. 1931. Т. 26. Вып. 3. — С. 109—134.
- Линнеевский вид как система: научное издание. — М.; Л.: Гос. изд. с.-х. и колхозно-кооп. лит., 1931. — 32 с.
- О задачах сельскохозяйственной науки (выступление на VI съезде Советов Союза ССР) // Правда. 1931. 15 марта.
- Посевы риса с аэроплана // Вестн. знания, 1931. № 5/6. — С. 297—298.
- Проблема растительного каучука в Северной Америке. — Москва: Огиз; Ленинград: Гос. изд-во с.-х и колхоз.-кооп. лит-ры, 1931 (Л.: тип. «Печатня»). — 72 с.
- Проблема северного земледелия: материалы Ленинградской чрезвычайной сессии Академии наук СССР 25—30. XI. 1931 / Н. И. Вавилов; Академия наук СССР. — Ленинград: [б. и.], 1931. — 15 с.: ил., карты.
- Работа Всесоюзного института растениеводства в области интродукции новых растений // Экономическая жизнь. 1931. 13 марта.
- Реконструкция с.-х. науки в СССР // Правда. 1931. 10 апр.
- Роль Центральной Азии в происхождении культурных растений // Тр. по прикл. ботан., генет. и селекции. 1931. Т. 26. Вып. 3. — С. 3—44.

#### 1932
- Генетика на службе социалистического земледелия / Н. И. Вавилов; Всесоюзная Академия C.-Х. Наук имени В. И. Ленина, Всесоюзный институт растениеводства. — [Б. м.]: Государственное издательство сельскохозяйственной и колхозно-кооперативной литературы, 1932. — 45 с.
- Роль Дарвина в развитии биологических наук: (К 50-летию со дня смерти Дарвина) // Природа. 1932. № 7. — С. 511—526.
- Проблема новых культур // Соц. растениеводство. 1932. № 1. — С. 23—47. (Тр. по прикл. ботан., генет. и селекции. Серия А).
- Проблема происхождения мирового земледелия в свете современных исследований. — М.: Гос. техн.-теор. изд-во, 1932. — 15 с.
- Роль советской науки в изучении проблемы происхождения домашних животных. // Проблема происхождения домашних животных. Вып. I. Труды совещания по происхождению домашних животных, состоявшегося при Лаборатории генетики АН СССР 23—25 марта 1932 г. Л., 1933. — С. 5—12.

#### 1933
- Генетика на службе социалистического земледелия (Введение к плану генетических исследований в области растениеводства на 1933—1937 гг.) // Тр. Всесоюз. конф. по планированию генетико-селекционных исследований (Л., 25—29 июня 1932 г.). Л.: Изд-во АН СССР, 1933. — С. 17—46.
- Опыт Северной Америки по орошению пшеницы и что можно из него заимствовать: к проблеме ирригации Заволжья / Н. И. Вавилов ; Всесоюзная Академия Сельскохозяйственных Наук им. В.И. Ленина, Всесоюзный Институт Растениеводства НКЗ СССР. — Ленинград: Издание Всесоюзного  Института Растениеводства, 1933. — 16 с.: табл.

#### 1934
- Праздник советского садоводства: (К 60-летнему юбилею И. В. Мичурина) // Тр. по прикл. ботан., генет. и селекции. Сер. 8. Плодовые и ягодные культуры. 1934. № 2. — С. III—VIII.
- Селекция как наука / Н. И. Вавилов; Академия сельскохозяйственных наук имени В. И. Ленина, Всесоюзный Институт Растениеводства НКЗ СССР. — М.; Л.: Государственное издательство колхозной и совхозной литературы, 1934. — 16 с.

#### 1935
- Закон гомологических рядов в наследственной изменчивости // Теоретические основы селекции растений / Под ред. Н. И. Вавилова. — М.-Л.: Сельхозгиз, 1935. Т. 1: Общая селекция растений. — С. 75—128.
- Ботанико-географические основы селекции (Учение об исходном материале в селекции) // Теоретические основы селекции: В 3 т. / Под ред. Н. И. Вавилова. М.; Л.: ГИЗ с.-х. совх. и колх. лит-ры, 1935. Т. 1. Общая селекция растений. — С. 17—74.
- Ботанико-географические основы селекции / Академия сельскохозяйственных наук им. В. И. Ленина, Всесоюзный институт растениеводства НКЗ СССР. — М.; Л.: Сельхозгиз, 1935 (2-я типография «Печатный Двор» треста «Полиграфкнига»). — 60 с.
- Научные основы селекции пшеницы / Н. И. Вавилов; Академия Сельскохозяйственных Наук им. В.И. Ленина, Всесоюзный Институт Растениеводства НКЗ СССР. — М.; Л.: Государственное издательство совхозной и колхозной литературы «Сельхозгиз», 1935. — 244 с.: карты, табл., рис.
- Организатор побед северного земледелия // Бюл. ВАСХНИЛ. 1935. № 1. — С. 3—4.
- Учение об иммунитете растений к инфекционным заболеваниям (Применительно к запросам селекции) // Теоретические основы селекции растений. Т. 1. — М.; Л., 1935
- Учение об иммунитете растений к инфекционным заболеваниям / Академия Сельскохозяйственных наук им. В. И. Ленина, Всесоюзный институт  растениеводства НКЗ СССР. — Л.; М.: Государственное издательство совхозной и колхозной литературы, 1935. — 100 с.
- Памяти В. И. Ковалевского // Природа. 1935. № 1. — С. 88—89.
- Закономерности в распределении иммунитета растений к инфекционным заболеваниям // Проблемы иммунитета культурных растений. Тр. майской сессии АН СССР. 1935 г. — М.; Л., 1936
- Селекция как наука // Теоретические основы селекции: В 3 т. / Под ред. Н. И. Вавилова. — М.; Л.: ГИЗ с.-х. совх. и колх. лит-ры, 1935. Т. 1. Общая селекция растений.—  С. 1—14.
- Советская экспедиция в Абиссинию // Известия. 1935. № 243.

#### 1936
- Мировой опыт земледельческого освоения высокогорий // Природа. 1936. — С. 74—83

#### 1938
- Значение межвидовой и межродовой гибридизации в селекции и эволюции // Изв. АН CCCP. Сер. биол. 1938. № 3. — С. 543—563.
- Селекция устойчивых сортов как основной метод борьбы с ржавчиной // Ржавчина зерновых культур: Работы I Всесоюз. конф. по борьбе с ржавчиной зерновых культур. М., 1938. — С. 3—20.

#### 1939
- Первый ботаник Советской страны // Вестн. АН СССР. 1939. № 10. — С. 22—26.
- Великие земледельческие культуры доколумбовой Америки и их взаимоотношения // Изв. Всесоюзного географического общества, 1939, № 10

### 1940-е

#### 1940
- Учение о происхождении культурных растений после Дарвина: (доклад на Дарв. сессии АН СССР. 28 нояб. 1939 г.) // Сов. наука. 1940. № 2. — С. 55—75.
- New  systematic of systematic of cultivated plants. In The New Sуstematics, J. Huxley (Editor), Clarendon Press, Oxford. 1940. Р.  549—566

### Посмертные публикации статей
- Vavilov N. I. The origin, variation, immunity and breeding of cultivated plants // Chronica Bot. 1951. V. 13. № 1/6. P. 1—364.
- Вавилов Н. И. Мировые ресурсы хлебных злаков, зерновых, бобовых, льна и их использование в селекции. Опыт агроэкологического обозрения важнейших полевых культур. М.; Л.: Изд-во АН СССР, 1957. — 463 с.
- Вавилов Н. И. Законы естественного иммунитета растений к инфекционным заболеваниям (Ключи к нахождению иммунных форм) // Изв. АН СССР. Сер. биол. 1961. № 1. — С. 117—157.
- Вавилов Н. И. Избр. тр.: В 5 т. Т. 3. Проблемы географии, филогении и селекции пшеницы и ржи. Растительные ресурсы и вопросы систематики культурных растений. М.; Л.: Наука, 1962. — С. 492—503.
- Вавилов Н. И. Избр. тр.: В 5 т. Т. 5. Проблемы происхождения, географии, генетики, селекции растений и агрономии. М.: Наука, 1965. — С. 462—473.
- Вавилов Н. И. Азия — источник видов // Растительные ресурсы. 1966. Т. II. Вып. 4. — С. 577—580.

## Монографии
- Вавилов Н. И. Полевые культуры юго-востока. — Петроград: Государственное сельскохозяйственное издательство «Новая деревня», 1922 г. — 232 с.
- Вавилов Н. И. Центры происхождения культурных растений. — Л.: Всес. ин-т прикл. ботан. и нов. культ., 1926. — 248 с.
- Вавилов Н. И., Букинич Д. Д. Земледельческий Афганистан / С 318 фотографиями, таблицами и 6 картами: Составлен по материалам экспедиции Государственного института опытной агрономии и Всесоюзного института прикладной ботаники в Афганистан: Приложение 33-е к «Трудам по прикладной ботанике, генетике и селекции». — Л.: Изд. Всес. ин-та прикл. ботаники и новых культур при СНК СССР и Гос. ин-та опытной агрономии НКЗ РСФСР, 1929. — 610+XXXII, 28 л. ил. и 1 складной л. карты с. — 2100 экз.
- Вавилов Н. И. Линнеевский вид как система. — М., Л.: Сельхозгиз, 1931. — 32 с.
- З акон гомологических рядов в наследственной изменчивости / Акад. Н. И. Вавилов; Акад. с.-х. наук им. В. И. Ленина. Всес. ин-т растениеводства НКЗ СССР. — 2-е изд., перераб. и расш. — Москва; Ленинград: Сельхозгиз, 1935 (Л.: тип. «Печатный двор»). — 56 с.
- Vavilov N. I. The new systematics of cultivated plants // The new systematics. Oxford, 1940. P. 549—566.

### Посмертные монографии
- Вавилов Н. И. Мировые ресурсы сортов хлебных злаков, зерновых бобовых, льна и их использование в селекции. Опыт агроэкологического обозрения важнейших полевых культур. — М.; Л.: Изд-во АН СССР, 1957. — 462 с.
- Вавилов Н. И. Иммунитет растений к инфекционным заболеваниям (1918) // Избранные труды: В 5 т. — М., Л.: Наука, 1964. Т. 4. — С. 132—313.
- Иммунитет растений к инфекционным заболеваниям: [Сборник] / Отв. ред. Л. Н. Андреев; [Предисл. Л. Н. Андреева, М. В. Горленко]; АН СССР, Секция хим.-технол. и биол. наук. — М.: Наука, 1986. — 519 с., [3] л. ил.
- Вавилов Н. И. Избранные произведения: в 2-х т. / Под редакцией и с комментариями Ф. Х. Бахтеева. — Л.: Наука, 1967.
- Вавилов Н. И. Теоретические основы селекции. — М.: Наука, 1987. — 510 с.
- Вавилов Н. И. Пять континентов / Отв. ред. д-р биолог. наук Л. Е. Родин; АН СССР. Секция хим.-технологич. и биол. наук. — Л.: Наука, Ленингр. отд-ние, 1987. — 216 с.
- Вавилов Н. И. Пять континентов / Вавилов Н. И., Пять континентов. Краснов А. Н., Под тропиками Азии. — 2-е изд. — М.: Мысль, 1987. — С. 19—171.Книга автором не завершена, и часть рукописи утрачена. — Павлов В. Н. Выдающийся советский учёный Николай Иванович Вавилов и его путешествия. // В кн.: Вавилов Н. И. Пять континентов. Краснов А. Н.. — М.: Мысль, 1987. С. 15.
- Vavilov N. I. The origin, variation, immunity and breeding of cultivated plants. Trans. by K. S. Chester. Ronald Press. N. Y. 1951. 366 p.
- Вавилов Н. И. «Жизнь коротка, надо спешить». — М.: Сов. Россия, 1990. — 704 с. — ISBN 5-268-00908-7
- Vavilov N. I. Origin and geography of cultivated plants. Trans. by Doris Love. Cambridge: Cambridge Univ. Press, 1992. 498 р.
- Вавилов Н. И. Научное наследие в письмах. Международная переписка.
  - Т. I. Петроградский период: 1921—1927 гг. // Отв. ред. В. А. Драгавцев. — М.: Наука, 1994. — 556 с.;
  - Т. II. 1928—1930 гг. // Отв. ред. Л. Н. Андреев. — М.: Наука, 1997. — 638 с.;
  - Т. III. 1931—1933 гг. // Отв. ред. Ю. П. Алтухов. — М.: Наука, 2000. — 588 с.;
  - Т. IV. 1934—1935 гг. // Отв. ред. С. В. Шестаков. — М.: Наука, 2001. — 324 с.;
  - Т. V. 1936—1937 гг. // Отв. ред. В. К. Шумный. — М.: Наука, 2002. — 478 с.;
  - Т. VI. 1938—1940 гг. // Отв. ред. А. А. Жученко. — М.: Наука, 2003. — 328 с.
- Студенческий дневник / Н. И. Вавилов // Человек. — 2005. — № 5. — С. 138—151.
- Vavilov N. I. Five continents. Roma: IPGR / St. Petersburg: VIR, 1997. 198 p.